# Fenriz
a nu se confunda cu Fenris
Gylve Fenris Nagell (n. 28 noiembrie 1971), mai bine cunoscut sub numele de scenă Fenriz, este bateristul și textierul formației norvegiene de black metal Darkthrone. Pseudonimul Fenriz provine de la Fenris, un lup gigant din mitologia nordică.

## Biografie
Fenriz și-a început cariera muzicală în 1986, la vârsta de 15 ani. În acest an el împreună cu Ivar Enger și Anders Risberget au înființat formația de death metal Black Death. În 1987, inspirați de formații ca Bathory, Celtic Frost sau Tormentor, cei trei au schimbat numele formației din Black Death în Darkthrone, schimbându-și și genul muzical din death metal în black metal.
Tot în 1987 Fenriz împreună cu Ronny Sorkness și Kenneth Sorkness au înființat formația Valhall (black metal, doom metal); doi ani mai târziu, în 1989, Fenriz a părăsit formația. Tot în 1989 a luat naștere primul proiect personal al lui Fenriz, Isengard (black metal, folk metal), formație în care el cânta la toate instrumentele, inclusiv vocal. În 1991 Fenriz și-a adăugat în mod oficial prenumele Fenris. În 1993 Fenriz a revenit în Valhall și, de asemenea, a înființat cel de-al doilea proiect personal al său, Neptune Towers (dark ambient), formație exclusiv instrumentală care utiliza un singur instrument, sintetizatorul. Tot în 1993 Fenriz împreună cu Satyr și Kari Rueslåtten au înființat formația Storm (folk metal). În 1994 Fenriz s-a alăturat formației Dødheimsgard; un an mai târziu, în 1995, Fenriz a părăsit formația. Tot în 1995 Fenriz a pus capăt celor două proiecte personale ale sale, Isengard și Neptune Towers. Din 2001 Fenriz s-a concentrat exclusiv asupra lui Darkthrone.
Fenriz este cunoscut pentru constantul său refuz de a cânta live, refuz pe care îl explică într-un interviu din 1994:
"Nu vrem să cântăm live. Cum am spus și mai devreme, suntem o formație mizantropică, așa că nu ne place ca oamenii să se uite la noi când cântăm. Nu suportăm prea mulți oameni în preajma noastră. Asta e definiția mizantropiei."
Este demn de menționat faptul că Fenriz are un serviciu constant din 1988, iar acest lucru îi permite să refuze ofertele de a cânta live, oferte deloc de neglijat așa cum spune chiar el într-un interviu din 2011:
"Cea mai mare ofertă a fost în 2007 de la festivalul Wacken Open Air, 200.000 dolari plus cheltuieli, iar în 2008 de la festivalul Hellfest, 150.000 dolari. Dar mi-am păstrat serviciul ca să nu fiu nevoit să fac lucruri pe care nu vreau să le fac, așa că nici măcar nu am răspuns acelor oferte. Nici o sumă de bani nu o să mă facă să urc pe scenă și să fiu preotul unei turme umane."
Fenriz a fost căsătorit cu Tania Stene, cunoscută și sub numele de scenă Nacht (noapte pe germană), artistă care a realizat coperți de albume și sesiuni foto pentru diverse formații black metal, printre care Burzum, Satyricon sau Thorns.
Fenriz este unul dintre cei mai respectați muzicieni din underground. Vastele sale cunoștințe muzicale au fost dezvăluite treptat prin intermediul numeroaselor interviuri acordate de-a lungul timpului; în unul dintre aceste interviuri spune că motto-ul lui este "câștigă cel care a ascultat cea mai multă muzică".
Permanenta sa preocupare pentru muzică s-a concretizat în mai multe compilații, cea mai cunoscută fiind Fenriz Presents... The Best Of Old-School Black Metal. De asemenea în 2011 a creat un site web care promovează câte o formație din underground în fiecare săptămână.

## Discografie
cu Darkthrone
- cu numele inițial Black Death Trash Core '87 (Demo) (1987)
- cu numele inițial Black Death Black is Beautiful (Demo) (1987)

Informații suplimentare: Darkthrone#Discografie
cu Valhall
- Castle of Death (Demo) (1988)
- Moonstoned (Album de studio) (1995)
- Heading For Mars (Album de studio) (1997)
- Red Planet (Album de studio) (2009)

cu Isengard
- Spectres over Gorgoroth (Demo) (1989)
- Vinterskugge (Album de studio) (1994)
- Høstmørke (Album de studio) (1995)

cu Neptune Towers
- Caravans to Empire Algol (Album de studio) (1994)
- Transmissions From Empire Algol (Album de studio) (1995)

cu Dødheimsgard
- Promo 1994 (Demo) (1994)
- Kronet Til Konge (Album de studio) (1995)
- Promo 1995 (Demo) (1995)

cu Storm
- Nordavind (Album de studio) (1995)